# Серичоло (Маса-Карара)
Серичоло је насеље у Италији у округу Маса-Карара, региону Тоскана.
Према процени из 2011. у насељу је живело 427 становника. Насеље се налази на надморској висини од 99 м.